# コッペリア

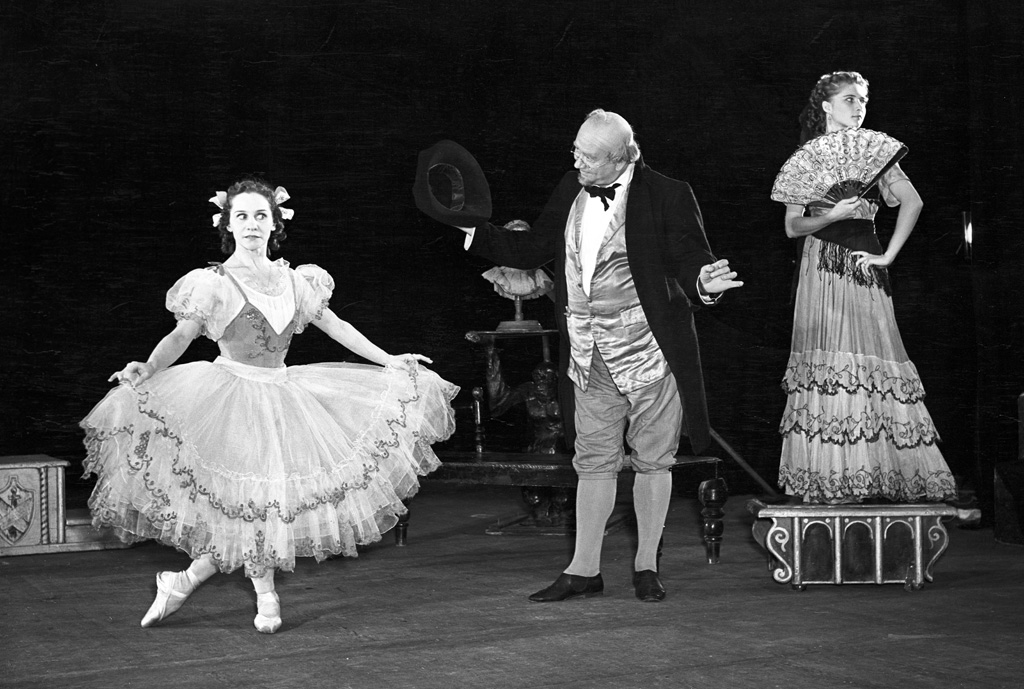
主人公スワニルダ役のO・レペシンスカヤ（左）と、コッペリウス役のA・ラドゥンスキー（中央）。1957年、ボリショイ劇場での上演。

『コッペリア』（Coppélia）は、動く人形を題材としたバレエ作品、およびその人形の名前。音楽はレオ・ドリーブ、振り付けはアルテュール・サン＝レオン。原題は『コッペリア、あるいは琺瑯質（）の目をもつ乙女』（Coppélia, ou la Fille aux yeux d'émail）である。

## 概要

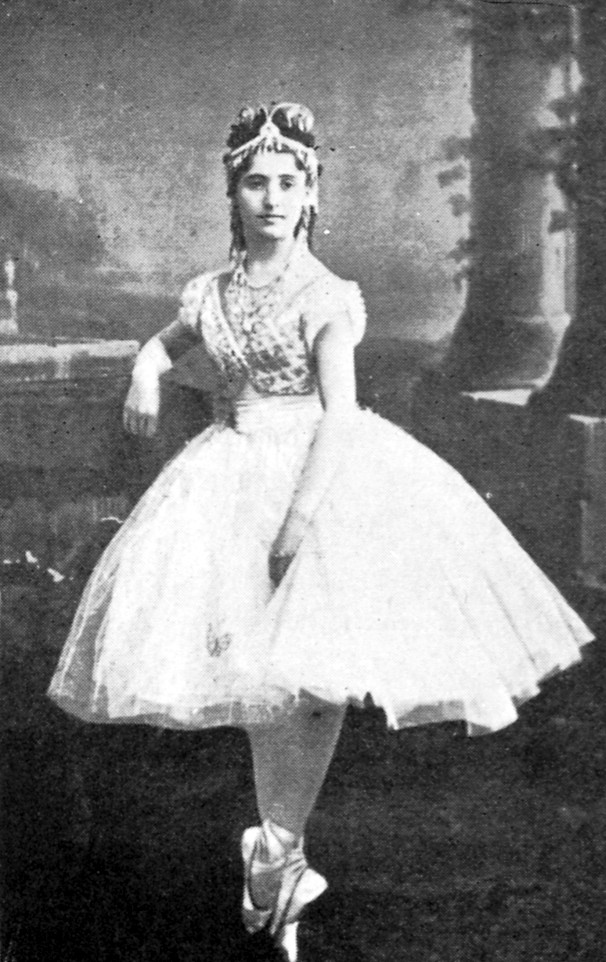
スワニルダ役を初演したG・ボツァッキ（1870年）

初演での主役スワニルダは当時16歳のジュゼッピーナ・ボツァッキ、フランツは美人バレリーナとして有名だったウジェニー・フィオクルが男装して演じた（パリ･オペラ座では、1958年の改訂までフランツは女性ダンサーが演じていた）。
パリ・オペラ座で1870年5月25日に初演された。E.T.A.ホフマンの物語『砂男』にヒントを得たもので、台本はサン＝レオン自身とシャルル・ニュイッテルによる。『砂男』は人形に恋した男の狂気性を前面に押し出した物語であるが、『コッペリア』はその狂気性を抑え、陽気で明るい喜劇として再構成されている。
タイトルはコッペリアであり、バレエ作品では人形のコッペリアやコッペリウス博士は重要な役ではあるが、あくまで主役はスワニルダとフランツである。

## 登場人物
- スワニルダ：村の娘、フランツの恋人
- フランツ：村の青年、人形と知らずにコッペリアに恋をする
- コッペリウス：コッペリアを造った博士
- コッペリア：コッペリウス博士が造った自動人形
- 友人たち：スワニルダの友人たち、スワニルダとともにコッペリウス邸に忍び込んだり、さまざまなシーンでスワニルダと行動を共にする

## あらすじ

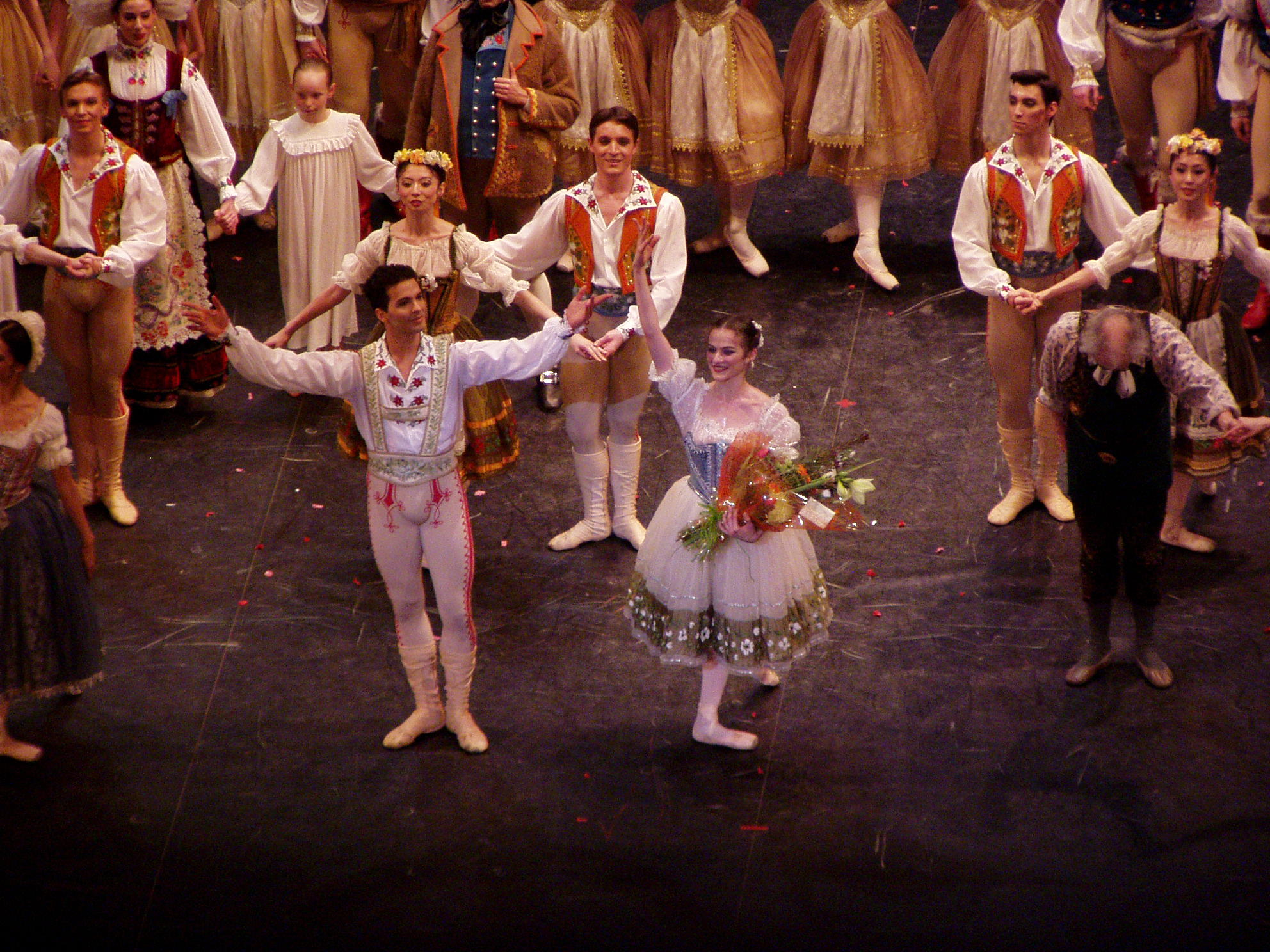
フランツ（左）とスワニルダ（右）

### 第1幕
場所はポーランドの農村。
人形作り職人のコッペリウスは陰気で気難しく、村人から変人扱いされていた。彼の家の二階のベランダでは、コッペリウスが作ったからくり人形の少女、コッペリアが座って本を読んでいる。しかし、村人はコッペリアが人形であることを知らない。
コッペリウスの向かいに住むスワニルダは明るく無邪気な人気者の少女。村の青年フランツとは恋人同士である。しかし最近フランツは、かわいらしいコッペリアが気になる様子。それに気づいたスワニルダはやきもちを焼き、これがきっかけで二人は喧嘩してしまう。ある時コッペリウスは町に出かけようとするが、家の前に鍵を落としていく。それに気づいたスワニルダと友人たちは、好奇心からコッペリウスの家に侵入する。

### 第2幕
コッペリウスの家。
薄暗い室内にはさまざまな人形たちが所狭しと並べられている。スワニルダと友人たちは室内を探索し、コッペリアもまた人形だったと気づく。折悪しく戻ってきたコッペリウスに怒鳴られて友人たちは逃げ去ってゆくが、スワニルダのみコッペリウスに気がつかれることなく室内に身を隠す。そこへ知らずにフランツも、コッペリア会いたさのために梯子伝いに窓から忍び込んできて、フランツもコッペリウスに見つかる。
コッペリウスは当然怒るが、一計を案じてフランツに眠り薬を混ぜたワインを飲ませ、酔っ払った彼から命を抜いて自信作の人形、コッペリアに吹き込もうとする。その一部始終を見ていたスワニルダは、コッペリアになりすまして、コッペリウスを散々からかい悪戯の限りをつくす。この大騒ぎにフランツも目を覚まし、コッペリアの正体を悟ってスワニルダと仲直りする。

### 第3幕
村の祭りの日。
仲直りしたフランツとスワニルダは、めでたく結婚の日を迎え、賑やかな祝宴が始まる。そこへ人形を壊されてカンカンに怒ったコッペリウスが怒鳴り込んでくるが、二人の謝罪と村長のとりなしによって彼も機嫌を直して、二人を祝福する。
祝宴も本番となり「時」「曙」「祈り」「仕事」「結婚」「戦い」「平和」と踊りが続き、最後は登場人物全員によるギャロップによるフィナーレを迎える。
なお、演出によっては、バーミンガム・ロイヤル・バレエ団が上演するピーター・ライト版のように最後にコッペリアが本当に人間になるものや、ローラン・プティ演出版のように祝宴の賑わいをよそに一人呆然と立ちつくすコッペリウスの足許にばらばらに壊れたコッペリアだけが残されて、そのまま幕が下りるものなどもある。

## 楽曲

### 第1幕
1. 前奏曲とマズルカ
2. ワルツ
3. 情景～
4. マズルカ
5. 情景
6. 麦の穂のバラード
7. スラブの主題による変奏
8. チャールダーシュ（ハンガリー舞曲）
9. bis 退場
10. 終曲

### 第2幕
1. 間奏曲とワルツ
2. 情景～
3. 情景～
4. 自動人形の音楽
5. bis 情景
6. 情景
7. 酒の歌と情景
8. 情景
9. bis 人形のワルツ
10. 情景
11. ボレロ
12. ジーグ
13. 終曲

### 第3幕
1. 鐘の行進曲
2. 鐘の祝祭―ディヴェルティスマン（余興）
  1. 時のワルツ
  2. あけぼの
  3. 祈り
  4. 仕事（糸を紡ぐ娘）
  5. 結婚（婚約者たち）
  6. 戦い（戦士たちの行進）
  7. 平和（パ・ド・ドゥ）
  8. 祭りの踊り（スワニルダのパ・スル）
【挿入曲】フランツのパ・スル[注 1]
  9. 終曲のギャロップ

※ 曲名は訳によって多少異なる。